# Tacna Libre
Tacna Libre es un caserío peruano ubicado en el distrito de Casitas, perteneciente a la provincia de Contralmirante Villar del departamento de Tumbes, al norte del Perú. 

## Ubicación
Tacna Libre se ubica al este de la provincia de Contralmirante Villar, en el distrito de Casitas, en el departamento de Tumbes.

## Demografía
En 2017 Tacna Libre tenía una población de 199 habitantes.
| Gráfica de evolución demográfica de Tacna Libre entre 1993 y 2017 |
|                                                                   |
| Fuentes: Población 1993 y 2017                                    |